# Олимб, Матис
Ма́тис О́лимб (норв. Mathis Olimb; род. 1 февраля 1986, Осло) — норвежский хоккеист, центральный нападающий клуба «Гриззлис Вольфсбург», выступающего в Немецкой хоккейной лиге (DEL).

## Карьера

### Клубная карьера
Олимб начал свою карьеру в норвежской клубе «Волеренга». В своём дебютном же сезоне за команду он выиграл сразу два чемпионства, выиграв Элитную серию и молодёжный чемпионат. После этого успеха он переехал в следующем году в «Манглеруд Стар», где в 35 матчах набрал 20 результативных баллов. Перед началом сезона 2004/05 Олимб покинул «Манглеруд», так как клуб был переведен во второй дивизион из-за финансовых проблем. Весь сезон 2004/05 Матис провёл Хоккейной лиге Онтарио, где он выступал за «Лондон Найтс» и «Сарния Стинг». Перед следующим сезон Олимб вернулся в Норвегию, где провёл ещё два сезона в составе «Волеренги». В обоих этих сезонах Матис становился чемпионом Норвегии, а в сезоне 2006/07 стал к тому же лучшим ассистентом GET-ligaen.
Летом 2007 года Олимб заключил контракт с клубом Немецкой хоккейной лиги «Аугсбург Пантер». За два года в команде он провёл 97 игр, в которых забросил 27 шайб и отдал 53 передачи. Сезон 2009/10 Олимб провёл в команде Шведской элитной серии «Фрёлунда». В 62 играх за «Фрёлунду» он набрал 38 (10+28) очков. После сезона он в качестве свободного агента заключил контракт с «Чикаго Блэкхокс». Олимбу так и не удалось дебютировать в НХЛ: весь сезон он провёл в фарм-клубе «Рокфорд АйсХогс».
Перед сезоном 2011/12 Олимб вернулся во «Фрёлунду». В 55 матчах регулярного сезона он набрал 41 (10+31) очко, прибавив к этому 4 результативных балла, заработанных в 6 матчах плей-офф. Также он впервые принял участие в клубном международном турнире, играя с «Фрёлундой» в Европейском трофее. Команда по итогам турнира заняла седьмое место, а Олимб набрал 11 очков в 10 матчах.

### Международная карьера
Олимб имеет большой опыт выступления за сборную Норвегии на международной арене. В период с 2002 по 2006 год он сыграл на 3-х юниорских и на 4-х молодёжных чемпионатах мира. Дважды он вместе с командой выходил из Первого дивизиона в ТОП-дивизион, но также трижды и покидал элитную группу. На ЮЧМ D1-2003 Олимб стал лучшим ассистентом, а на МЧМ D1-2005 стал и лучшим ассистентом, и лучшим бомбардиром турнира.
В 2007 году Олимб дебютировал за основную сборную на чемпионате мира. На этом турнире сборная Норвегии заняла худшее место на чемпионатах мира, когда в их заявке был Олимб — 14 место. Сам Матис на турнире отдал 3 результативные передачи в 6 играх.
На чемпионате мира 2008 года сборная Норвегии заняла восьмое место, вышла в четвертьфинал, где уступила сборной Канаде — 2:8. Олимб на этом турнире забросил свою первую шайбу на мировых первенствах.
В 2010 году Олимб вошёл в заявку сборной Норвегии для участия в Олимпийских играх 2010 в Ванкувере. Команда по итогам турнира заняла лишь 10 место, а Матис набрал два очка в четырёх матчах. В мае этого же года он принял участие в чемпионате мира. В 6 матчах Олимб сумел набрать 4 (1+3) очка.
Чемпионат мира 2011 года стал для Олимба, как и для сборной Норвегии, весьма удачным. Команда дошла до четвертьфинала, где уступила будущему чемпиону, сборной Финляндии со счётом 1:4. Олимб же стал лучшим ассистентом чемпионата, набрав 8 результативных баллов.
Олимб вошёл в заявку на чемпионат мира 2012 года. По итогам турнира норвежцы заняли восьмое место, уступив в четвертьфинале сборной России — 2:5. Матис вновь выступил хорошим «подносчиком снарядов», отдав 6 результативных передач в 8 матчах.

## Статистика
| Легенда | Легенда                    | Легенда | Легенда                   | Легенда | Легенда    |
| ------- | -------------------------- | ------- | ------------------------- | ------- | ---------- |
| И       | Количество проведённых игр | Штр     | Штрафное время            | +/−     | Плюс-минус |
| Г       | Голы                       | П       | Голевые передачи          | О       | Очки       |
| -       | Статистика неизвестна      | —       | Статистика не учитывалась |         |            |

### Клубная карьера
- a В «Плей-офф» учитывается статистика игрока в Квалификационном турнире.

## Достижения

### Командные
| Год              | Команда           | Достижение                                                          | Достижение |
| ---------------- | ----------------- | ------------------------------------------------------------------- | ---------- |
| Клубные          |                   |                                                                     |            |
| 2003             | Волеренга U19     | Победитель молодёжного чемпионата Норвегии                          |            |
| 2003, 2006, 2007 | Волеренга         | Чемпион Норвегии (3)                                                |            |
| Международные    |                   |                                                                     |            |
| 2003             | Норвегия (юниор.) | Победитель Первого дивизиона юниорского чемпионата мира (Группа B)  |            |
| 2005             | Норвегия (мол.)   | Победитель Первого дивизиона молодёжного чемпионата мира (Группа А) |            |

### Личные
| Год           | Команда           | Достижение                                                                | Достижение |
| ------------- | ----------------- | ------------------------------------------------------------------------- | ---------- |
| Клубные       |                   |                                                                           |            |
| 2007          | Волеренга         | Лучший ассистент чемпионата Норвегии                                      |            |
| 2007          | Волеренга         | Попадание в Сборную всех звёзд чемпионата Норвегии                        |            |
| 2015          | Фрёлунда          | Лучший ассистент Хоккейной Лиги чемпионов                                 |            |
| 2015          | Фрёлунда          | Лучший бомбардир Хоккейной Лиги чемпионов                                 |            |
| 2015          | Фрёлунда          | MVP Хоккейной Лиги чемпионов                                              |            |
| Международные |                   |                                                                           |            |
| 2003          | Норвегия (юниор.) | Лучший ассистент юниорского чемпионата мира                               |            |
| 2005          | Норвегия (мол.)   | Лучший ассистент Первого дивизиона молодёжного чемпионата мира (Группа А) |            |
| 2005          | Норвегия (мол.)   | Лучший бомбардир Первого дивизиона молодёжного чемпионата мира (Группа А) |            |
| 2011          | Норвегия          | Лучший ассистент чемпионата мира                                          |            |

Другие
| Год  | Достижение               | Достижение |
| ---- | ------------------------ | ---------- |
| 2015 | Хоккеист года в Норвегии |            |